# Атман
Āтман (Санскрит: आत्मन्) е философски термин използван в индуизма и Веданта за идентификация на душата. Това е истинското „Себе“ на човека (обикновено на Английски се превежда като „Аза“) отвъд отъждествяването с осезаемата реалност на материалното съществуване. Атман е нашето най-съкровено вътрешно Аз, скрито така надълбоко в нашето съзнание, че повечето от нас така и никога не го откриват. Отшелниците обаче разпознават в най-дълбоко скритото ядро на психичното онова, което е идентично с божествената световна душа, с космическия абсолют (Брахман), от който произлизат всичкият видим живот и мисловното възприятие, универсалното съзнание Атман. Есенцията на индуизма се съдържа – философията на самопознанието – се съдържа в изречението „Тат твам аси“ (Това си ти). Аз съм не това, което ме отличава от останалите същества, а това, което ме единява със същността на живота на Вселената. Това е моята собствена същност – елемент от останалите елементи, от който възниква глобалното творение, точно както дървото пониква от семето, от семето, носещо в себе си същността. Следователно Атман означава „световния дух, безкрайния океан на вселенската душа“, а едновременно с това и „индивидуалната душа, моят собствен дух“. Който успее да нагоди мисленето си към тези две абсолютно противоречащи си идеи и да ги възприема като едно цяло, той е започнал да схваща и самата същност на индуизма. Всичко това обяснява как е възможно индуистите огромно множество от богове и въпреки това да твърдят, че Бог е един по своята същност, но се проявява в разнообразни форми, подобно на Природата, която се проявява в хиляди форми на живот. Душата на умиращия, ако е освободена, се слива с универсалния Атман (Параматман), като при това запазва своята индивидуалност.

## Етимология
Думата āтман е свързана с индо-европейския корен *ēt-men (Дъх) и е сроден със Старо-английското æþm, с Гръцкото „астма“, и Немското Атем: „атмен“ (да дишам).

## Във Веданта
Философски школи, като например Адвайта (монизъм), виждат душата във всяко живо същество, която е напълно идентична с Брахман – всепроникващата душа на вселената, докато други училища, като например Двайта (дуализъм) разграничава индивидуалната душа (атман) в живите същества и душата на Всевишния (Параматма) която, най-малкото частично разделя съществата.
Във философията на Адвайта Веданта, атман е универсалния принцип на живота, вдъхващ живот на всички живи организми и на световната душа.
|  | Тази страница частично или изцяло представлява превод на страницата Atman (Hinduism) в Уикипедия на английски. Оригиналният текст, както и този превод, са защитени от Лиценза „Криейтив Комънс – Признание – Споделяне на споделеното“, а за съдържание, създадено преди юни 2009 година – от Лиценза за свободна документация на ГНУ. Прегледайте историята на редакциите на оригиналната страница, както и на преводната страница, за да видите списъка на съавторите. ВАЖНО: Този шаблон се отнася единствено до авторските права върху съдържанието на статията. Добавянето му не отменя изискването да се посочват конкретни източници на твърденията, които да бъдат благонадеждни. |